# Yoshitaka Kuroda
Yoshitaka Kuroda (* 10. Januar 1987 in Yamagata) ist ein japanischer Automobilrennfahrer.

## Karriere
Kuroda begann seine Motorsportkarriere im Kartsport. 2005 wechselte er in den Formelsport und trat zu zwei Rennen der japanischen Formel Toyota an. 2006 verließ Kuroda Asien und startete in Europa in der deutschen Formel BMW für Mücke Motorsport. Er wurde 21. in der Gesamtwertung. 2007 kehrte Kuroda nach Asien zurück und bestritt vier Rennen der asiatischen Formel Renault Challenge. 2008 trat er in der asiatischen Formel Renault 2.0 für das Asia Racing Team an. Mit drei Podest-Platzierungen beendete er die Saison auf dem fünften Platz. Teamintern unterlag er Rio Haryanto mit 107 zu 121 Punkten.
2009 erhielt Kuroda bei KCMG ein Cockpit in der japanischen Formel-3-Meisterschaft. Mit fünf zehnten Plätzen als beste Resultate wurde er Siebter der nationalen Klasse. 2010 bestritt Kuroda für KCMG seine zweite japanische Formel-3-Saison. Mit einem siebten Platz als bestem Resultat wurde er Achter in der nationalen Klasse.
2011 wechselte Kuroda erneut nach Europa. Für ein Gemeinschaftsprojekt von Euronova und Fortec trat er in der Formel Abarth an. Mit einem zweiten Platz als bestem Resultat wurde er Zwölfter der europäischen Wertung. Darüber hinaus gewann er die nationale-italienische Wertung. Er war allerdings auch der einzige Teilnehmer dieser Kategorie. 2012 ging Kuroda für das Team von Euronova und Fortec in der italienischen Formel-3-Meisterschaft an den Start. Mit einem fünften Platz als bestem Resultat schloss er die Saison auf dem zehnten Platz ab. Teamintern unterlag er Sergei Sirotkin mit 62 zu 166 Punkten.
2013 erhielt Kuroda bei Euronova Racing ein Cockpit in der Auto GP. Während sein Teamkollege Kimiya Satō Vizemeister wurde, erreichte Kuroda den 16. Gesamtrang.

## Karrierestationen
| - 2005: Formel Toyota (Platz 21) - 2006: Deutsche Formel BMW (Platz 21) - 2007: Asiatische Formel Renault Challenge | - 2008: Asiatische Formel Renault 2.0 (Platz 5) - 2009: Japanische Formel 3, national (Platz 7) - 2010: Japanische Formel 3, national (Platz 8) | - 2011: Formel Abarth, europäisch (Platz 12) - 2012: Italienische Formel 3 (Platz 10) - 2013: Auto GP (Platz 16) |